# Luftenberg an der Donau
Luftenberg an der Donau település Ausztriában, Felső-Ausztria tartományban, a Pergi járásban. Tengerszint feletti magassága 295 méter, területe 16,86 km².

## Elhelyezkedése
Luftenberg an der Donau Engerwitzdorf, Sankt Georgen an der Gusen, Langenstein, Enns, Asten és Linz településekkel határos.

## Népesség
| 2016 | 4 076 |
| 2018 | 4 057 |